# L'Homme parfait (film, 2022)
Pour les articles homonymes, voir L'Homme parfait.
Pour plus de détails, voir Fiche technique et Distribution.
L'Homme parfait est une comédie française réalisée par Xavier Durringer et sorti en 2022.

## Synopsis
Florence Pernet (Valérie Karsenti), avocate, est débordée par sa vie de famille et professionnelle. Elle est mariée avec Franck (Didier Bourdon), acteur au chômage. Ils ont deux enfants Maximilien et Victoire. Florence décide d'acheter un androïde (Pierre-François Martin-Laval) pour effectuer les tâches ménagères et s'occuper des enfants. Ce robot parfait provoque la jalousie de Franck.

## Fiche technique
- Réalisation : Xavier Durringer
- Scénario : Miller Duvall, Kareen Alyanakian et Xavier Durringer
- Musique : David Sztanke
- Décors : Éric Durringer
- Costumes : Laure Villemer
- Photographie : Gilles Porte
- Montage : Romain Rioult
- Production : Kareen Alyanakian et Victorien Vaney
- Sociétés de production : Orson Films et Orange Studio
- Société de distribution : UGC
- Pays de production :  France
- Langue originale : français
- Genre : comédie de science-fiction
- Durée : 86 minutes
- Date de sortie :
  - France : 22 juin 2022[2]

## Distribution
- Didier Bourdon : Franck Pernet, acteur
- Valérie Karsenti : Florence Pernet, avocate
- Pierre-François Martin-Laval : Bob « Bobby », androïde pour effectuer les tâches ménagères et travaux paysagers
- Philippe Duquesne : Pat, acteur, ami de Franck
- Frédérique Bel : Chloé, collègue et amie de Florence, nymphomane
- Martin Gillis : Maximilien Pernet, fils de Florence et Franck
- Juliette Gillis : Victoire Pernet, fille de Florence et Franck
- Dominique Frot : Rachel
- Bernard Le Coq : Docteur Morgan, psychanalyste de Franck
- Nicole Calfan : Catherine, mère de Florence

## Accueil

### Box-office
Le premier jour de son exploitation en France, le film engrange 7 944 entrées (dont 1 005 en avant-première), pour 320 copies. Il se place en 4e position du box-office des nouveautés derrière la comédie espagnole El buen patrón (12 331) et devant la comédie romantique allemande I'm your man (5 977). Au bout de sa première semaine d'exploitation, la comédie française réalise 56 582 entrées, se plaçant en 7e position derrière la comédie Incroyable mais vrai (212 184) et devant El buen patrón (57 333). Il n'est plus à l'affiche au bout de deux semaines seulement, avec moins de 100 000 spectateurs.